# Señuelo (cetrería)

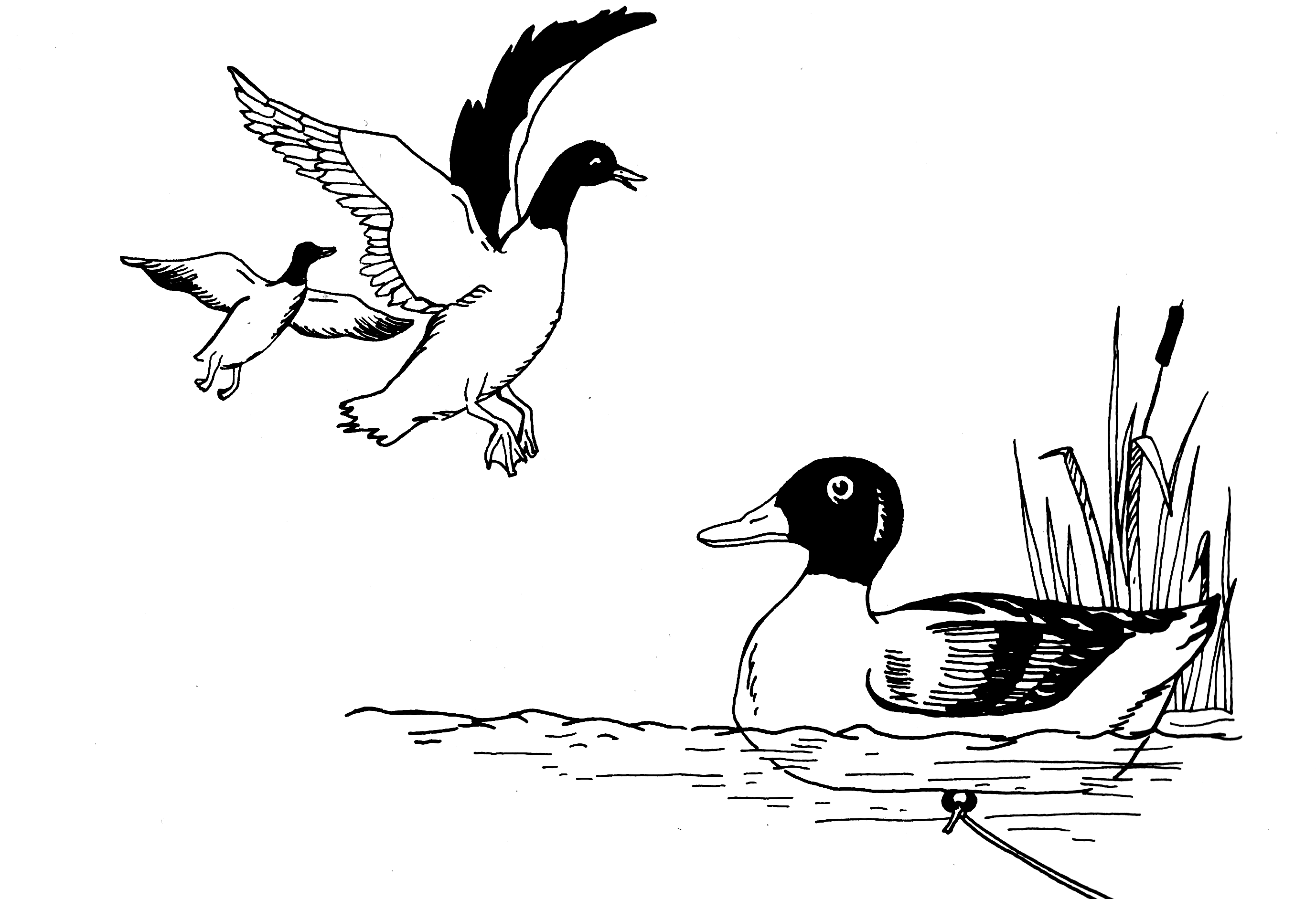
Señuelos de caza

El señuelo es una pieza hecha de piel, cuya forma se asemeja a la de un pájaro, que se usa en el adiestramiento de las aves de presa para la cetrería.

## Tipos de señuelos
Hay varias formas de señuelos, entre ellas están:
- Señuelo de pesca
- Señuelo de caza
- Señuelo de aviación